# Ернст Август
Ернст Август (нім. Ernst August; 5 червня 1771, Букінгемький палац — 18 листопада 1851, Ганновер) — король Ганноверу з 1837 року. Носив британський титул герцога Камберлендського (англ. Ernest Augustus Duke of Cumberland).

## Біографія
П'ятий син короля Великої Британії і Ганноверу Георга III.
Учасник революційних і наполеонівських воєн, був поранений, осліп на ліве око. У 1793—1795 роках брав участь в нідерландських походах; в 1799 році з титулом герцога Камберленда увійшов в палату лордів. У палаті лордів він стояв на боці торі і був противником емансипації католиків.
У 1813 році брав участь в Кульмській битві. Фельдмаршал з 1813 року.
У 1815 році одружився з кузиною, принцесою Фридерікою Мекленбург-Штреліцькою, сестрою прусської королеви Луїзи. Тільки одна дитина з народжених у шлюбі вижила — майбутній король Георг V Ганноверський (1819-1878).
Після смерті старших братів Георга IV і Вільгельма IV, які також правили обома королівствами, герцог Камберлендський в 1837 році вступив по салічному закону на ганноверський престол. Британський престол, успадкований по жіночій лінії, при цьому зайняла його племінниця Вікторія, донька померлого в 1820 році Едуарда, герцога Кентського, який був старший за Ернста Августа.
До народження у Вікторії першої дитини (дочки Вікторії в 1840 році) був спадкоємцем британського престолу. Існував акт про регентство на випадок, якщо Вікторія помре, не залишивши спадкоємців, а Ернст буде в цей час в Ганновері.
У Великій Британії він був дуже непопулярний; ходили чутки про те, що він убив власного лакея і жив разом з сестрою Софією. У Ганновері, навпаки, він користувався любов'ю підданих, так як вперше за більш ніж сто років у країни з'явився король, який постійно жив в Ганновері. Виявивши, що лад країни не відповідає його переконанням, він в червні 1837 року скасував конституцію і з залізною послідовністю переслідував будь-яку опозицію. У 1840 році був введений новий державний порядок.
У 1843 році Ернст Август відвідав Англію, де присягнув, як підданий, королеві Вікторії і взяв участь в засіданнях палати лордів. Березневі події 1848 року змусили Ернста-Августа внести деякі ліберальні зміни до конституції. Коли почалася реакція, він опирався об'єднанню Німеччини і хоча і вступив у так званий союз трьох королів, але скоро з нього вийшов.
У місті перед головним вокзалом йому поставлений пам'ятник, на якому Ернст Август сидить на коні. Ганноверці призначають зустрічі «під хвостом».

## Родина
Дружина — Фридеріка Мекленбург-Штреліцька, сестра прусської королеви Луїзи.
Діти: 
- Георг (1819-1878) — майбутній король Георг V Ганноверський.

## Нагороди

### Британська імперія
- Орден Підв'язки (2 червня 1786)
- Член Таємної ради (2 червня 1799)
  - з 1847 року до кінця життя — голова ради.
- Орден Лазні, великий хрест (2 січня 1815)
- Орден Святого Патрика (20 серпня 1821)
- Член Лондонського королівського товариства (24 квітня 1828)
- Орден Будяка

### Прусське королівство
- Орден Чорного орла (21 травня 1815)
- Орден Червоного орла 1-го класу

### Ганноверське королівство
- Королівський гвельфський орден, великий хрест (12 серпня 1815)
  - з 20 червня 2837 року — голова ордену.
- Орден Святого Георгія (Ганновер) (23 квітня 1839) — засновник ордену.

### Велике герцогство Баденське
- Орден Вірності (Баден) (1829)
- Орден Церінгенського лева, великий хрест (1829)

### Інші країни
- Орден Золотого лева (Гессен) (20 вересня 1818)
- Орден Андрія Первозванного (Російська імперія; 27 вересня 1819)
- Орден Святого Губерта (Баварське королівство; 1826)
- Орден Слона (Данія; 7 липня 1838)
- Орден Альберта Ведмедя, великий хрест (Ангальтське герцогство; 13 січня 1839)
- Орден дому Саксен-Ернестіне, великий хрест (серпень 1839)
- Королівський угорський орден Святого Стефана, великий хрест (Австрійська імперія; 1839)
- Орден Віллема, великий хрест (Нідерланди; 3 липня 1849)
- Орден Людвіга (Гессен-Дармштадт), великий хрест